# Костянтинівська вулиця (Київ)
Костянти́нівська ву́лиця — вулиця в Подільському районі міста Києва, місцевість Поділ. Пролягає від Контрактової площі до Заводської вулиці.
Прилучаються вулиці: Спаська, Хорива, Верхній та Нижній Вал, Ярославська, Щекавицька, Щекавицька площа, вулиці Введенська, Оболонська, Юрківська, Оленівська, продовжуючись Новокостянтинівською, сягає Куренівки.

## Історія
Вулиця відома з 1837 року, вела від Контрактової площі на Оболонські луки та сполучалась зі шляхом на Вишгород (див. Кирилівська вулиця).
Вулиця мала назву Царекостянтинівська, з 1830-х років — Кирилівська (як один із шляхів до Кирилівського монастиря). Сучасну назву офіційно затверджено у 1869 році, від церкви царя Костянтина та Олени (знаходилася на Щекавицькій вулиці між Костянтинівською і сучасною Кирилівською вулицею; знищена у 1930-х роках; у спорудах, що збереглися — навчальний заклад). У 1926 році у зв'язку з 10-річчям смерті єврейського письменника Шолом-Алейхема отримала назву вулиця Шолом-Алейхема (підтверджено 1944 року). Історичну назву вулиці відновлено 1958 року.

## Забудова
Архітектурі Костянтинівської вулиці, як і Подолу в цілому, притаманне те, що найстаріші будівлі стоять на початку вулиці, (ближче до Контрактової площі), а далі на північ від Щекавицької вулиці домінує забудова другої половини ХХ ст. Серед пам'яток, пов'язаних з вулицею: Гостинний двір, фонтан «Самсон», садиба Биковських.
Вулицею з 1891 року пролягає лінія трамваю — спершу кінного, а з 1894 року — електричного, що сполучає Поділ із Куренівкою та Пущею-Водицею.

## Пам'ятки архітектури та будівлі, що являють історичну цінність
- № 1/2 — прибутковий будинок (початок XX століття);
- № 2/1 — садиба Балабух (1830-ті роки);
- № 6/8 — садиба Биковських («будинок Петра І») (між 1696 та 1704 роками);
- № 9 — дворянське повітове училище (1820 рік);
- № 11 — будинок архітектора А. Меленського (1818 рік).

Будинки № 4, 5 (колишня духовна семінарія), 7, 12/28, 13, 16, 18, 19, 20, 21/12, 22, 23/15, 24, 25, 26/10 (кінотеатр «Жовтень»; 1930), 27, 31, 32, 35, 37, 53, 54 споруджені у 1-й половині XIX — 1-й половині XX століття.

## Важливі установи
- Середня загальноосвітня школа № 10 (буд. № 37)

## Костянтинівська вулиця у мистецтві
Вулиця увійшла до міського фольклору, пісня Леоніда Духовного «А без Подола Киев невозможен..», написаної за зразком одеської пісні Аркадія Северного «Мясоедовская улица», завершується рядками:

Улица-улица, улица родная,

Константиновская улица моя!